# Viaggio al centro della Terra
Viaggio al centro della Terra (in francese Voyage au centre de la Terre) è un romanzo d'avventura in cui uno scienziato si addentra in un vulcano per arrivare al centro del mondo e trova una civiltà preistorica. 
Il romanzo ebbe vasta diffusione, tanto che già nel 1870 vi fu una prima edizione inglese e nel 1877 una seconda; nel 1874 uscì in tedesco e anche in italiano, lingua nella quale ha avuto diverse traduzioni, tra le più recenti delle quali quelle curate da Maria Bellonci nel 1983 e da Carlo Fruttero e Franco Lucentini nel 1989.
Per i temi trattati, Viaggio al centro della Terra fu l'ispirazione per lavori come Il mondo perduto di Sir A.C. Doyle e la saga di Pellucidar di Edgar Rice Burroughs, ambientata nella faccia nascosta della fittizia Terra cava.

## Trama
Amburgo, 24 maggio 1863.
Il professor Lidenbrock rientra a casa con un preziosissimo libro islandese di un autore del XII secolo; mentre ne discute con suo nipote Axel, una pergamena scivola fuori dal libro; su di essa si trova un crittogramma in runico che i due riescono a interpretare. Nella traduzione compare il nome dello scienziato islandese del XVI secolo, Arne Saknussemm, con le istruzioni per compiere l’impresa che costui aveva realizzato: un viaggio al centro della Terra. Il professore e Axel decidono di andare in Islanda per ripetere l'impresa.
Il 10 giugno arrivano a Reykjavík e sono ospitati per alcuni giorni dal signor Fridriksson, studioso di scienze; il professor Lidenbrock approfitta per indagare sulla vita di Arne Saknussemm ma non trova nessuna sua opera. Fridriksson gli presenta Hans, una guida islandese che li deve accompagnare fino ai piedi dello Sneffels, il vulcano che, secondo il crittogramma, conduce al centro della Terra.
Dopo circa otto giorni di cammino arrivano al cratere ormai spento del vulcano e vi si addentrano; lì il professore trova una scritta: "Arne Saknussemm", prova che lo scienziato aveva davvero esplorato le viscere della Terra. In quel momento comincia il loro vero viaggio. Per prima cosa si calano in un pozzo verticale e si trovano di fronte a un bivio: sfortunatamente, scelgono la “strada” sbagliata e devono tornare indietro perdendo così alcuni giorni. L’acqua inizia a scarseggiare, ma grazie ad Hans trovano un ruscello (l'Hans Bach) che li accompagnerà per tutta la loro spedizione. Il 7 agosto succede una cosa molto strana: Axel che guidava il gruppo si ritrova da solo e, per giunta, senza il fiumiciattolo; si sente perso e per la disperazione sviene molte volte. Dopo alcune ore, sente suo zio che lo chiama e comincia ad andargli incontro; sbadatamente però, finisce in un lungo tunnel che, per fortuna, lo porta fra le braccia di Hans.
Dopo un giorno di riposo Axel si sveglia e, di fronte a sé, trova un vasto lago sulle cui coste trovano funghi enormi e ossa gigantesche; con una zattera iniziano a navigare sul lago/mare; in esso vivono animali sconosciuti tra cui un ittiosauro e un plesiosauro che osservano lottare. Passati alcuni giorni di tranquillità, in cui esplorano un’isola, si ritrovano in mezzo a un uragano che li trascina via; quando si svegliano si accorgono di essere vicini a una sponda del mare, in realtà non molto distante dal punto di partenza. Il professor Lidenbrock e Axel esplorano la zona mentre Hans ripara la zattera. Sotto i loro piedi trovano centinaia di ossa e addirittura un cranio e lo scheletro di un uomo dell’era quaternaria; il professor Lidenbrock è il primo a scoprire un reperto di questo tipo. Nipote e zio si avventurano poi in una foresta caratterizzata da una vegetazione primitiva del periodo terziario; nelle sue profondità sono sbalorditi nel trovare un umanoide preistorico alto più di tre metri che veglia su un branco di mastodonti. Axel non è sicuro di aver effettivamente visto la creatura o no, e discute con Lidenbrock sul fatto che sia una scimmia simile a un uomo o un uomo simile a una scimmia. In ogni caso, temendo che possa essere ostile, lasciano velocemente la foresta.
Axel trova poi un coltello con due iniziali: A. S.; Arne Saknussemm, infatti, li stava guidando passo per passo e loro iniziano a cercare una spaccatura fra quelle rocce di granito. Scovano una sporgenza con inciso sopra il nome di Arne Saknussemm e, chiamato Hans, i tre ricominciano il viaggio ma sono bloccati da un masso posto al centro di una galleria; prendono la decisione di farlo saltare con della polvere da sparo ma si forma una voragine in cui tutta l'acqua del lago si riversa. Tutti e tre si ritrovano nelle tenebre di un lungo abisso e, non potendo più governare la loro imbarcazione, si lasciano portare da quella gran quantità d’acqua. A un certo punto il professor Lidenbrock si accorge che invece di sprofondare ora stanno risalendo in un canale secondario di un vulcano; fra lo sgomento di tutti, sotto la loro zattera non c’è più acqua ma lava incandescente. È il 29 agosto e, dopo più di due mesi, abbandonano le profondità della terra e con il magma tornano in superficie. Sono finiti sull’isola di Stromboli, ai piedi del vulcano.

## Personaggi
- Otto Lidenbrock: professore di mineralogia ad Amburgo è irascibile e intraprendente, dotato di un'immensa cultura, parla fluentemente molte lingue.
- Axel: nipote di Lidenbrock, orfano, a prima vista appare troppo normale, pieno di paura e di buon senso, tenta di dissuadere lo zio dal tentare il viaggio, ma infine il suo entusiasmo lo contagerà e lo aiuterà nell'impresa.
- Hans Bjelke: guida islandese assunta dal professore, è incredibilmente impassibile e fedele. Salverà il gruppo da molte difficili situazioni senza pretendere più di ciò che gli spetta. Rimane sempre calmo durante il viaggio;
- Marta: domestica della casa.
- Graüben: fidanzata di Axel e pupilla del professore

## Il messaggio cifrato

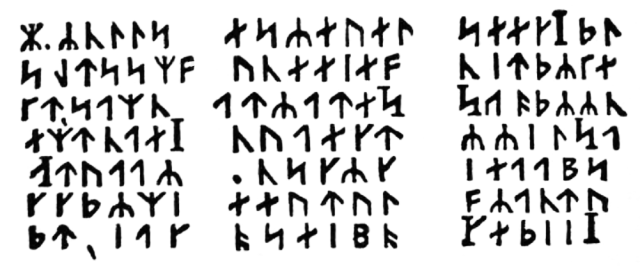
Le rune del messaggio cifrato che appare nel cap. II del romanzo

Il messaggio cifrato consiste in una serie di parole di sei o sette lettere, scritte in alfabeto runico, la cui traslitterazione è:
Il crittogramma in chiaro diventa un testo scritto in latino: In Sneffels Yoculis craterem kem delibat umbra Scartaris Julii intra calendas descende, audas viator, et terrestre centrum attinges. kod feci. Arne Saknussem ("Nel cratere Yökull dello Snæffels che l'ombra dello Scartaris tocca alle calende di luglio, scendi, coraggioso viaggiatore, e raggiungerai il centro della terra. Ciò che feci. Arne Saknussemm").

## Precedenti letterari
Il romanzo di Verne, oltre a notevolissimi elementi di novità, contiene spunti che rivelano chiari collegamenti con la letteratura precedente. Edgar Allan Poe, ad esempio, aveva anticipato in alcuni racconti fantastici quella tipica commistione di elementi scientifici e immaginari che caratterizza Verne. Un altro precedente viaggio al centro della Terra era stato inoltre descritto da Giacomo Casanova, nel suo Icosameron e si potrebbe citare anche Dante, con la sua discesa all'Inferno che culmina al centro del globo.

## Contesto scientifico
In questo romanzo Verne probabilmente sapeva di fare molta più fantasia che scienza. Era infatti già ben noto che il centro della Terra doveva giungere a temperature insopportabili per gli esseri umani, sebbene la cosa fosse ancora in discussione tra molti scienziati dell'epoca. Era anche ben noto che più ci si avvicinava e più si avevano scosse sismiche di magnitudo molto più potenti di quelle ad oggi conosciute per via dello scivolamento delle placche oceaniche e continentali. Verne, nel complesso, tiene molto più in considerazione l'esigenza di presentare una trama spettacolare che quella di fornire corrette informazioni scientifiche o di formulare congetture ragionevoli sulla struttura dell'interno del pianeta.

## Opere derivate
Cinema

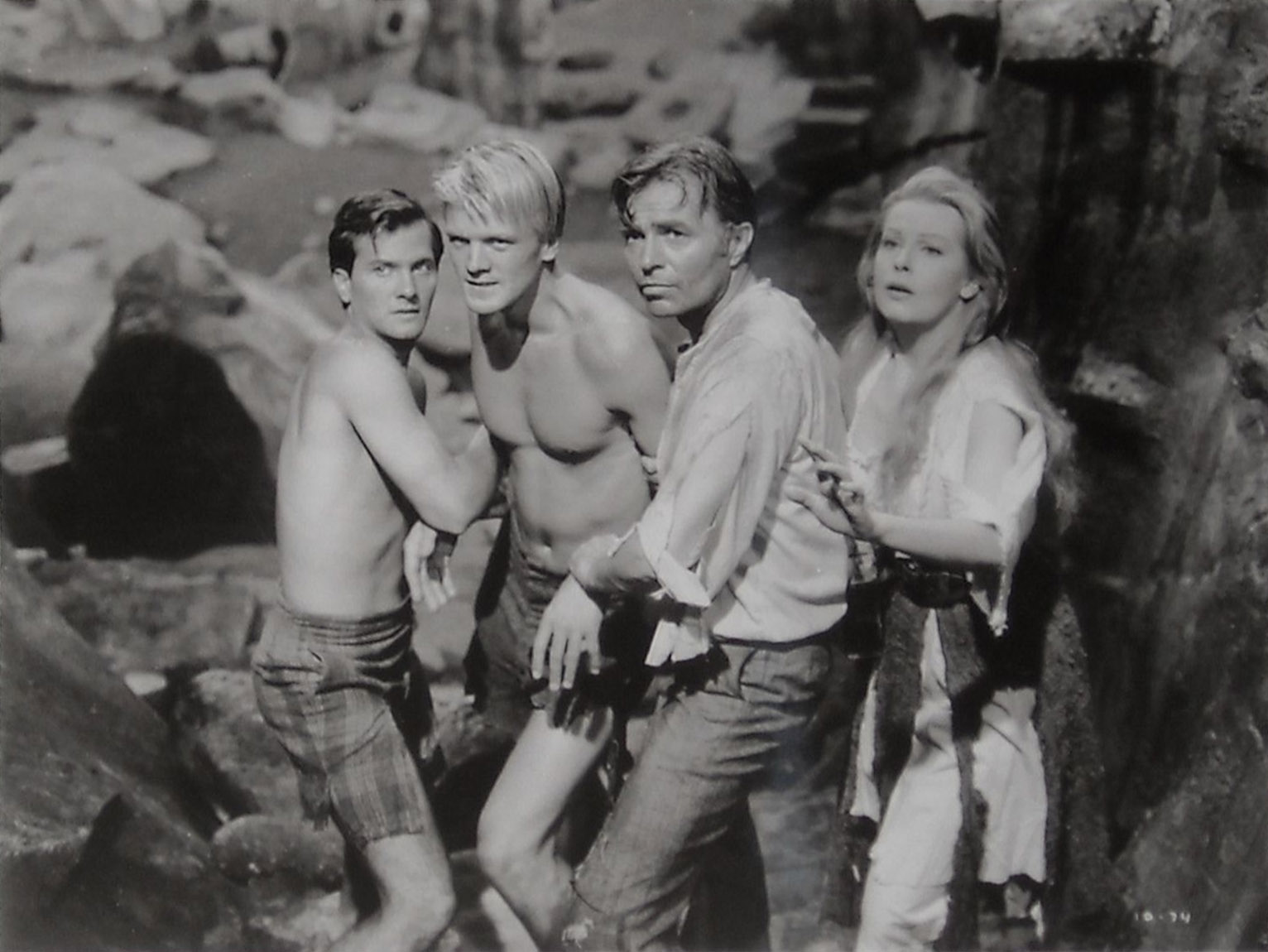
Viaggio al centro della Terra (Journey to the Center of the Earth, 1959)

- Viaggio al centro della Terra (Journey to the Center of the Earth, 1959) di Henry Levin
- Centro della Terra: continente sconosciuto (At the Earth's Core), film del 1976 diretto da Kevin Connor
- L'incredibile viaggio nel continente perduto (Viaje al centro de la Tierra, 1977) di Juan Piquer Simon
- Un'aliena al centro della Terra (Alien from L.A., 1989) di Albert Pyun
- Al centro della Terra (Journey to the Center of the Earth, 1989) di Rusty Lemorande e Albert Pyun
- Viaggio al centro della Terra (Journey to the Center of the Earth, 2008), di Eric Brevig
- Journey to the Center of the Earth (2008) di Davey Jones e Scott Wheeler, mockbuster della The Asylum del precedente

Televisione
- Viaggio al centro della Terra (Journey to the Center of the Earth), serie animata del 1967
- Viaggio al centro della Terra (Journey to the Center of the Earth, 1993), film per la televisione di William Dear
- Viaggio al centro della Terra (A Journey to the Center of the Earth, 1997) film d'animazione di Richard Slapczynski
- Viaggio al centro della Terra (Journey to the Center of the Earth, 1999), film TV di George Miller
- Viaggio al centro della Terra (Journey to the Centre of the Earth, 2008), film TV di Rick Schroeder
- Viaggio al centro della Terra (Viaje al centro de la tierra, 2023), serie televisiva di José Manuel Cravioto e Sergio Siruela

Videogiochi
- Journey to the Center of the Earth Adventure (1978) per Commodore PET e TRS-80, avventura testuale
- Journey to the Center of the Earth (1988) per Amiga, Atari ST, Commodore 64 e DOS
- Viaje al centro de la Tierra (1989) per Amiga, Amstrad CPC, Atari ST, DOS, MSX, ZX Spectrum
- Journey to the Centre of the Earth (1995) per Windows 3.1 e 95, versione multimediale del libro con alcuni minigiochi
- Viaggio al centro della Terra (2003) per Windows
- Journey to the Center of the Earth (2008) per Nintendo DS

Attrazioni
- Viaggio al Centro della Terra e la sua trasposizione cinematografica sono stati d'ispirazione anche per un'attrazione della Disney: Journey to the Center of the Earth, a Tokyo Disneysea in Giappone aperta nel 2001

## Incongruenze
- Il romanzo inizia dicendo che è il 1863 e poco avanti si dice che il professor Lidenbrock ha circa cinquant'anni, dunque egli è nato circa nel 1813. Nel capitolo 6, il professore accenna ad una visita che gli fece Humphry Davy nel 1825, durante la quale discussero lungamente, tra le altre questioni, dell'ipotesi della liquidità del nocciolo della Terra. Nel 1825, tuttavia, il professore doveva avere circa 12 anni, per cui appare abbastanza strano che potesse discutere di tali ipotesi scientifiche con il già noto scienziato inglese.
- Nel capitolo 8 la compagnia del professor Lidenbrock arriva a Copenaghen ed il professore ne approfitta per visitare la caratteristica Vor Frelsers Kirke (Chiesa del Nostro Redentore) famosa per la scalinata a spirale della guglia. Tale scalinata, salendo, si avvolge in verso antiorario, tuttavia, nella illustrazione del campanile riportata nel romanzo (realizzata dal famoso illustratore Édouard Riou) la scalinata sale avvolgendosi in verso orario.

## Edizioni

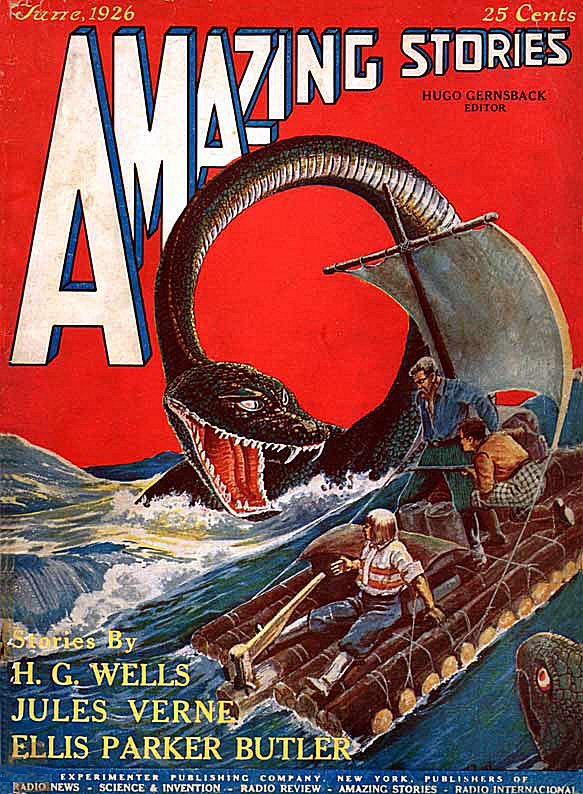
Copertina della rivista statunitense Amazing Stories dedicata al romanzo

- Viaggio al centro della Terra, Biblioteca di Educazione e di Ricreazione, Milano, Tipografia Editrice Lombarda, 1874.
- Viaggio al centro della Terra, Biblioteca Utile, Milano, Fratelli Treves Editori, 1874.
- Viaggio al centro della Terra, traduzione di Gino Cornali, Milano-Messina, Principato, 1955.
- Viaggio al centro della Terra, traduzione di Maria Gallone, BUR, Milano, Rizzoli, 1960. - Fabbri Editori.
- Viaggio al centro della Terra, traduzione di G. Mina, Collana Hetzel, Milano, Mursia, 1967-2016.
- Viaggio al centro della Terra, traduzione di Tina Simonetti, Ginevra, Ferni, 1977.
- Viaggio al centro della Terra, traduzione di Elisabetta Cocanari, introduzione e cura di Luciano Erba, Collana I nuovi racconti pulp, Roma, Theoria, 1983, ISBN 978-88-241-0013-7.
- Viaggio al centro della Terra, traduzione di Lucio Chiavarelli, Roma, Newton Compton, 1976.
- Viaggio al centro della Terra, traduzione di Maria Bellonci, Giunti, 1983. - Oscar Mondadori; Poligrafici Editoriale.
- Viaggio al centro della Terra, traduzione di Carlo Fruttero e Franco Lucentini, (traduzione parziale), Torino, Einaudi, 1989.
- Viaggio al centro della Terra, traduzione e postfazione di Stefano Valenti, Con un saggio di Gabriele Sassone, Collana UEF.I Classici, Milano, Feltrinelli, 2019, ISBN 978-88-079-0347-2.